# محمد بحر العلوم
محمد بحر العلوم رجل دين شيعي ولد في في مدينة النجف عام 1927. ينتمي إلى اسرة دينية اجتماعية سياسية ساهمت في بناء الدولة العراقية منذ 1921[وفقًا لِمَن؟] هو زعيم وسياسي إسلامي بارز في العراق. عالم وكاتب له أكثر من خمسين مؤلف في التأريخ والفقه والسياسة خريج جامعة النجف الدينية وكذلك حصل على الدكتوراه من جامعة القاهرة في الشريعة الإسلامية عام 1979. أحد اركان الحركة الإسلامية في العراق مستقل[وفقًا لِمَن؟] ويمتلك علاقات سياسية واسعة مع الأحزاب السياسية بشكل عام.[بحاجة لمصدر] وهو والد إبراهيم محمد بحر العلوم، وزير النفط العراقي بين سبتمبر 2003 ويونيو 2004 وكذلك خلال عام 2005 وكذلك والد محمد حسين محمد بحر العلوم السفير العراقي بدولة الكويت منذ حزيران 2010.
كان محمد بحر العلوم معارضاً منذ مدة طويلة لحكم صدام حسين حكم عليه بالإعدام غيابيا عام 1969 بسبب نشاطاته ويعتبر من اركان مرجعية الإمام الراحل محسن الحكيم. واضطر إلى مغادرة العراق، عمل بشكل كبير لمعارضة صدام حسين بنية استبدال الحكم بديمقراطية تسمح لكل الثقافات المختلفة ضمن العراق بالعيش سوية بسلام[وفقًا لِمَن؟] وامتد عمله من الخليج حتى اروبا وخاصة بريطانيا.[بحاجة لمصدر]
بعد أن خلعت الولايات المتحدة صدام حسين في 2003، عين بحر العلوم في مجلس الحكم العراقي المؤقت.
كان أول رئيس للمجلس، بصفة مؤقتة، وخدم منذ 13 يوليو حتى 1 أغسطس عام 2003، وأصبح مرة أخرى رئيساً للمجلس بين 1 مارس، 2004 و1 أبريل من نفس العام. أسس في العراق معهد العلمين للدراسات العليا في النجف الاشرف كأول معهد متخصص في العلوم السياسية في النجف.
توفي في مدينة النجف يوم 7 نيسان 2015 أثر فشل كلوي.